# Хронологија ФНРЈ и КПЈ август 1947.
Хронолошки преглед важнијих догађаја везаних за друштвено-политичка дешавања у Федеративној Народној Републици Југославији (ФНРЈ) и деловање Комунистичке партије Југославије (КПЈ), као и општа политичка, друштвена, спортска и културна дешавања која су се догодила у току августа месеца 1947. године.
| ← јул · Хронологија ФНРЈ и КПЈ током 1947. године · септембар → |

### 5. август
- У Београду одржана Оснивачка скупштина Савеза сељачких радних задруга Народне Републике Србије. Ово је био први Савез сељачких радних задруга формиран у Југославији.[1][2]
- У Београду умро математичар Богдан Гавриловић (1864—1947), дугогодишњи професор на Техничком факултету у Београду, ректор Београдског универзитета (1910—13. и 1920—21) и председник Српске краљевске академије (1931—37).

### 12. август
- У Љубљани Врховни суд НР Словеније под оптужбом за „шпијунажу и контрареволуционарни рад“ осудио на смртну казну Чртомира Нагоду (1903—1947), инжењера и лидера либералне странке Стара правда  и још двојицу лица — Бориса Фурлана (1894—1957), правника и преводиоца и Љубу Сирца (1920), студента економије. Oдлуком Президијума Народне скупштине ФНРЈ Фурлану и Сирци је смртна казна замењена временском у трајању од двадесет година (Фурлан је због болести из затвора пуштен после четири и по године, а Сирц после седам и по година). Смртна казна над Нагодом извршена је 27. августа. Овај процес, који је трајао од 29. јула, познат је као „Нагодетов процес“, а поред Нагоде, Фурлана и Сирца, на овом процесу је осуђено још једанаест лица, углавном на мање временске казне — Леон Кавчник, Зоран Хрибар, Павла Хочевар, Ангела Воде, Метод Кумељ, Сватоплук Зупан, Богдан Старе, Метод Пирц, Вид Лајовиц, Елизабета Хрибар и Франц Сној. Након осамостаљења Словеније од СФРЈ, 1991. Врховни суд Словеније је обновио процес и рехабилитовао све оптужене укључујући и Нагоду.
- У Љубљани председник Владе ФНРЈ Јосип Броз Тито посетио градилиште фабрике „Литострој“.[3]

### 15. август
- У Марибору у Творници аутомобила Марибор, која је основана 31. децембра 1946, месец дана пре рока отпочела израда првог југословенског послератног камиона — „ТАМ Пионир“, који је прављен по лиценци чехословачке фабрике камиона „Прага“. Овај камион производио се до 1962. и укупно је направљено 1.700 комада.[1]

### 22. август
- Председник Владе ФНРЈ маршал Јосип Броз Тито посетио је Белу крајину. У близини Метлике маршала Тита сачекали су највиши руководиоци Народне Републике Словеније — председник Миха Маринко, потпредседници др Маријан Брецељ и Иван Мачек и чланови Владе НР Словеније, након чега су заједно посетили Чрномељ и Кочевски Рог.[3]

### 23. август
- У Загребу председник Владе ФНРЈ примио новоименованог амбасадора Сједињених Америчких Држава (САД) у Југославији К. Кенона.[3]

### 26. август
- Председник Владе ФНРЈ обишао више места Хрватског загорја — Клањец, Крапинске Топлице, Орославје, Доњу Стубицу и своје родно место Кумровец.[3]

### 31. август
- У Земуну, у фабрици лекова „Галеника“, основаној 1945, произведен први домаћи пеницилин.[2]